# Indutância

No eletromagnetismo e na eletrônica, a indutância é a tendência de um condutor elétrico se opor a uma mudança na corrente elétrica que flui por ele. O fluxo de corrente elétrica cria um campo magnético ao redor do condutor. A intensidade do campo depende da magnitude da corrente e segue quaisquer mudanças na corrente. Pela lei da indução de Faraday, qualquer mudança no campo magnético através de um circuito induz uma força eletromotriz (EMF) (voltagem) nos condutores, processo conhecido como indução eletromagnética. Essa tensão induzida criada pela mudança da corrente tem o efeito de se opor à mudança da corrente. Isso é determinado pela lei de Lenz e a voltagem é chamada de EMF.
Em um sistema constituído de uma ou mais espiras, formando uma bobina perfeita - (resistência interna igual a zero) - quando percorrido por uma corrente elétrica produz um campo magnético, campo este que faz um fluxo {\displaystyle \Phi } que as atravessa.
Indutância pode ser definida como a razão entre o enlace total do fluxo e a corrente elétrica envolvida. É um fator de proporcionalidade que depende da geometria dos condutores do circuito e da permeabilidade magnética dos materiais próximos. Para o entendimento do conceito de enlace do fluxo, primeiramente consideremos um Toroide de N espiras, pelo qual uma corrente I que circula produz um fluxo total {\displaystyle \Phi }. O enlace de fluxo N{\displaystyle \Phi } é caracterizado como o número de espiras N presente no fluxo {\displaystyle \Phi }.
A capacidade de uma bobina de {\displaystyle N} espiras em criar o fluxo com determinada corrente {\displaystyle i} que percorre o circuito é denominada Indutância (símbolo L) medida em "henry" cujo símbolo é H.
{\displaystyle L={\frac {N\Phi }{i}}} 

## História
A história da indução eletromagnética, uma faceta do eletromagnetismo, começou com observações dos antigos: carga elétrica ou eletricidade estática (esfregando a seda no âmbar), corrente elétrica (relâmpagos) e atração magnética (magnetita). A compreensão da unidade dessas forças da natureza e a teoria científica do eletromagnetismo começaram no final do século XVIII.A indução eletromagnética foi descrita pela primeira vez por Michael Faraday em 1831.  No experimento de Faraday, ele enrolou dois fios em lados opostos de um anel de ferro. Ele esperava que, quando a corrente começasse a fluir em um fio, uma espécie de onda viajaria através do anel e causaria algum efeito elétrico no lado oposto. Usando um galvanômetro, ele observou um fluxo de corrente transiente na segunda bobina de fio cada vez que uma bateria era conectada ou desconectada da primeira bobina.  Esta corrente foi induzida pela mudança no fluxo magnético que ocorreu quando a bateria foi conectada e desconectada. Faraday encontrou várias outras manifestações de indução eletromagnética. Por exemplo, ele viu correntes transitórias quando rapidamente deslizou uma barra magnética para dentro e para fora de uma bobina de fios e gerou uma corrente constante (DC) girando um disco de cobre perto da barra magnética com um cabo elétrico deslizante ("disco de Faraday "). 

## Propriedades
A corrente num circuito produz um campo magnético e portanto, fluxo magnético. Assim, qualquer variação da corrente conduzirá a forças eletromotrizes induzidas no circuito.
Se, por exemplo, fecharmos um interruptor num circuito de corrente contínua, a corrente não aumenta instantaneamente desde zero até um valor final, devido à indutância do circuito. A tendência da corrente a aumentar bruscamente será contrariada por uma corrente induzida oposta, que regula o aumento da corrente de forma gradual. Igualmente, quando se abrir o interruptor a corrente não passará a ser nula de forma instantânea, mas de forma gradual.

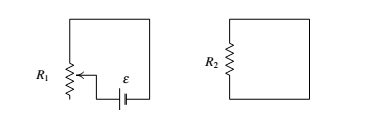
Indutância mútua entre dois circuitos.

Imaginemos dois circuitos, um ao lado do outro (figura ao lado). No primeiro circuito está ligada uma pilha que produz uma corrente, existindo uma resistência variável que permite alterar a intensidade dessa corrente. No segundo circuito não está ligada nenhuma fonte.
A corrente no circuito 1 (lado esquerdo) produz fluxo magnético dentro do circuito 2, que deverá ser diretamente proporcional à corrente {\displaystyle I_{1}}, que produz esse campo magnético:
{\displaystyle \Phi _{2}=-M\,I_{1}}
onde {\displaystyle M}é uma constante chamada (indutância mútua) , que depende da forma dos circuitos e da distância entre eles.
A variação da corrente no circuito 1 induz uma força eletromotriz no circuito 2: 
{\displaystyle \varepsilon _{2}=M\,{\frac {d\,I_{1}}{d\,t}}} 
No sistema internacional de unidades, a unidade da indutância (volt vezes segundo, sobre ampere) é o henry, representada pela letra H.

## Indutância Mútua
Estando dois ou mais circuitos próximos uns dos outros, como observado na Figura  ao lado (circuitos elétricos adjacentes). 

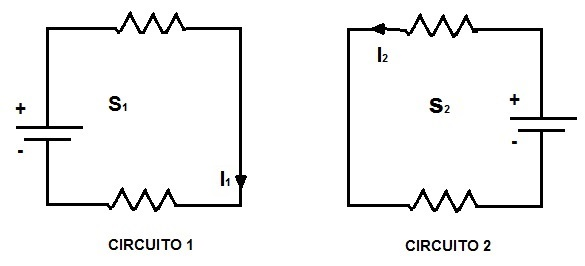
Circuitos Elétricos adjacentes. O fluxo magnético é resultante da soma de dois termos, sendo um proporcional a corrente do circuito 1, e outro a corrente do circuito 2.

 O fluxo magnético {\displaystyle \Phi } através de um circuito elétrico não depende somente da corrente naquele circuito, mas depende também da correntes dos outros circuitos correlacionados.
O campo magnético  na superfície {\displaystyle S_{2}} é a superposição de {\displaystyle {\overrightarrow {B_{1}}}} referente a corrente {\displaystyle I_{1}}  e {\displaystyle {\overrightarrow {B_{2}}}} devido a {\displaystyle I_{2}}. O fluxo magnético {\displaystyle {\overrightarrow {B_{1}}}} é proporcional a {\displaystyle I_{1}}, assim como 
{\displaystyle {\overrightarrow {B_{2}}}} é proporcional a {\displaystyle I_{2}}.
{\displaystyle \Phi _{m2,1}=M_{2,1}\,I_{1}}
No qual {\displaystyle M_{2,1}} é denominado de Indutância Mútua. O fluxo líquido {\displaystyle \Phi _{m2,1}} do campo magnético total {\displaystyle {\overrightarrow {B}}={\overrightarrow {B_{1}}}+{\overrightarrow {B_{2}}}}, presente no circuito 2, pode ser descrito como
{\displaystyle \Phi _{m2}=\Phi _{m2,2}+\Phi _{m2,1}}. Para o circuito 1, uma equação para o fluxo de {\displaystyle {\overrightarrow {B_{2}}}} é dado por:
{\displaystyle \Phi _{m1,2}=M_{1,2}\,I_{2}}
Com uma frequência alta, o fluxo magnético numa área contida num circuito varia com o tempo, devido as correntes de circuitos próximos que variam. A condição anterior induz uma força eletromotriz em um processo chamado de indução mútua, que depende da geometria dos circuitos e de sua orientação um em relação ao outro. A distancia de separação do circuito é inversamente proporcional a indutância mútua 
O conceito de Coeficiente de indutância ( Indutância mutua), acontece quando da energia que ocorre da interação entre circuitos elétricos, sendo um fator que depende da geometria dos circuitos. O fator pode ser denominado de auto indutância quando se relaciona a autoenergia de um circuito e de indutância mutua quando a interação ocorre entre circuitos distintos.
Para um indutor a indutância pode ser calculada a partir da seguinte expressão:
{\displaystyle L={\frac {\mu _{0}.N^{2}.A}{l-0,45d}}}
Onde:
- {\displaystyle \mu _{0}=4.\pi .10^{-}7(H/m)} é permeabilidade do vácuo;
-N e o número de espiras;
- l é a extensão da bobina;
- d é o diâmetro do núcleo;
- A é a área da secção transversal do núcleo;

## Autoindução/Autoindutância

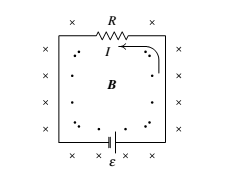
Linhas do campo magnético produzido pela corrente num circuito.

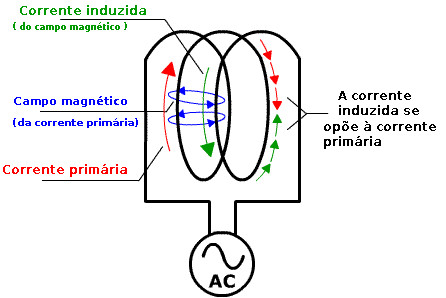
Autoindução lei de Faraday-Lenz

A corrente num circuito produz um campo magnético com linhas de campo que produzem fluxos de sentido contrário na área delimitada pelo circuito e no exterior do circuito (figura ao lado):
A lei de Faraday-Lenz descreve o fenômeno seguinte: quando o fluxo de um campo magnético que atravessa um circuito condutor varia ao longo do tempo, aparece neste circuito uma tensão chamada força eletromotriz. Lenz, afirma que a direção da corrente induzida é de tal forma que se opõe com seus efeitos magnéticos a causa que a produz. Assim, a força eletromotriz induzida pode ser definida por:
{\displaystyle \epsilon _{i}=-\,{\frac {1}{c}}\,{\frac {d\,\Phi _{i}}{d\,t}}}
No qual o símbolo {\displaystyle \Phi _{i}} é caracterizado pelo fluxo no circuito , do campo {\displaystyle B_{1}} devido a corrente {\displaystyle I_{1}}. O sinal menos indica que a força eletromotriz é sempre orientada a se opor a variação da corrente elétrica.
De acordo com a lei de Biot-Savart, o campo magnético produzido pelo circuito é diretamente proporcional à corrente. Portanto, o fluxo magnético produzido por um circuito sobre si próprio, e proporcional à corrente:
{\displaystyle \Phi ={\frac {L}{N}}\,I}

A constante {\displaystyle L}é a autoindutância do circuito. A {\displaystyle fem} autoinduzida no próprio circuito é:
{\displaystyle \epsilon _{i}=-L\,{\frac {dI}{dt}}}

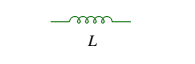
Símbolo usado nos diagramas de circuito para representar a autoindução.

Quanto maior for a área do circuito, maior será a sua autoindutância. Para evitar uma autoindutância elevada, que pode ser indesejada no caso de correntes variáveis, a fonte num circuito não se liga como na figura acima, mas com dois fios colados um ao lado do outro que ligam o dispositivo à fonte. Assim, reduz-se a área interna do circuito.
Nas partes do circuito onde se deseja que a indutância seja elevada, ligam-se bobinas com várias voltas e, portanto, com área interna
elevada. Esses indutores representam-se nos diagramas de circuito com o símbolo da figura ao lado.
{\displaystyle L} representa o valor da indutância, medida em henries no sistema internacional. O símbolo da autoindução total do circuito coloca-se em alguma parte do circuito. Na análise do circuito, esse dispositivo é designado de (indutor) e representa um elemento passivo em que a diferença de potencial é diretamente proporcional à corrente:
{\displaystyle L\,dI/dt}.

## Reatância Indutiva

A voltagem (, azul) e corrente (, vermelho) formato de onda em um indutor ideal ao qual uma corrente alternada foi aplicada.

Quando uma corrente alternada senoidal (CA) está passando por uma indutância linear, o EMF de retorno induzido também é senoidal. Se a corrente através da indutância for {\displaystyle i(t)=I_{\text{pico}}\sin \left(\omega t\right)},de (1) acima da tensão através dele é
{\displaystyle {\begin{aligned}v(t)&=L{\frac {{\text{d}}i}{{\text{d}}t}}=L\,{\frac {\text{d}}{{\text{d}}t}}\left[I_{\text{pico}}\sin \left(\omega t\right)\right]\\&=\omega L\,I_{\text{pico}}\,\cos \left(\omega t\right)=\omega L\,I_{\text{pico}}\,\sin \left(\omega t+{\pi  \over 2}\right)\end{aligned}}}
onde  {\displaystyle I_{\text{pico}}} é a amplitude (valor de pico) da corrente senoidal em amperes, {\displaystyle \omega =2\pi f} é a frequência angular da corrente alternada, com {\displaystyle f} sendo sua frequência em hertz, e {\displaystyle L} é a indutância.
Assim, a amplitude (valor de pico) da tensão através da indutância é
{\displaystyle V_{p}=\omega L\,I_{p}=2\pi f\,L\,I_{p}}
Reatância indutiva é a oposição de um indutor a uma corrente alternada. É definido analogamente à resistência elétrica em um resistor, como a razão da amplitude (valor de pico) da tensão alternada para a corrente no componente.
{\displaystyle X_{L}={\frac {V_{p}}{I_{p}}}=2\pi f\,L}
A reatância tem unidades de ohms. Pode ser visto que a reatância indutiva de um indutor aumenta proporcionalmente com a frequência {\displaystyle f}, portanto, um indutor conduz menos corrente para uma dada tensão CA aplicada à medida que a frequência aumenta. Como a tensão induzida é maior quando a corrente está aumentando, as formas de onda da tensão e da corrente estão fora de fase; os picos de tensão ocorrem mais cedo em cada ciclo do que os picos de corrente. A diferença de fase entre a corrente e a tensão induzida é {\displaystyle \phi ={\tfrac {1}{2}}\pi } radianos ou 90 graus, mostrando que em um indutor ideal a corrente está atrasada em relação à tensão em 90 °.

## Autoindutância e energia magnética
Se a corrente através de um condutor com indutância está aumentando, uma tensão {\displaystyle v(t)}é induzida através do condutor com uma polaridade que se opõe à corrente - além de qualquer queda de tensão causada pela resistência do condutor. As cargas que fluem pelo circuito perdem energia potencial. A energia do circuito externo necessária para superar essa "colina de potencial" é armazenada no campo magnético aumentado ao redor do condutor. Portanto, um indutor armazena energia em seu campo magnético. A qualquer momento {\displaystyle t} o poder {\displaystyle p(t)}fluindo para o campo magnético, que é igual à taxa de variação da energia armazenada {\displaystyle U}, {\displaystyle i(t)} e voltagem {\displaystyle v(t)} através do condutor
{\displaystyle p(t)={\frac {{\text{d}}U}{{\text{d}}t}}=v(t)\,i(t)}
De (1)
{\displaystyle {\frac {{\text{d}}U}{{\text{d}}t}}=L(i)\,i\,{\frac {{\text{d}}i}{{\text{d}}t}}}
{\displaystyle {\text{d}}U=L(i)\,i\,{\text{d}}i\,}
Quando não há corrente, não há campo magnético e a energia armazenada é zero. Negligenciando as perdas resistivas, a energia {\displaystyle U} (medido em joules, em SI) armazenado por uma indutância com uma corrente {\displaystyle I} por meio dele é igual à quantidade de trabalho necessária para estabelecer a corrente por meio da indutância de zero e, portanto, do campo magnético. Isso é dado por:
{\displaystyle U=\int _{0}^{I}L(i)\,i\,{\text{d}}i\,}
Se a indutância {\displaystyle L(i)} é constante ao longo da faixa atual, a energia armazenada é
{\displaystyle U=L\int _{0}^{I}\,i\,{\text{d}}i}
{\displaystyle U={\tfrac {1}{2}}L\,I^{2}}
A indutância é, portanto, também proporcional à energia armazenada no campo magnético para uma determinada corrente. Essa energia é armazenada enquanto a corrente permanecer constante. Se a corrente diminuir, o campo magnético diminui, induzindo uma tensão no condutor na direção oposta, negativa na extremidade por onde a corrente entra e positiva na extremidade por onde ela sai. Isso retorna a energia magnética armazenada para o circuito externo.
Se os materiais ferromagnéticos estiverem localizados perto do condutor, como em um indutor com núcleo magnético, a equação da indutância constante acima só é válida para regiões lineares do fluxo magnético, em correntes abaixo do nível em que o material ferromagnético satura, onde a indutância é aproximadamente constante. Se o campo magnético no indutor se aproximar do nível em que o núcleo satura, a indutância começa a mudar com a corrente e a equação integral deve ser usada.

## Potência e Energia Armazenada em indutores
Um circuito sendo desligado, a corrente existente neste circuito pode variar induzindo uma corrente em outro circuito que esteja próximo. Quando uma corrente em um circuito esta aumentando, torna-se necessário um aumento da tensão induzida pela variação da corrente, aumentando-se a energia, que pode ficar armazenada e reaproveitada posteriormente. O indutor é capaz de armazenar energia em um campo magnético,sendo que um indutor quando percorrido por corrente elétrica, de acordo com a lei de Faraday ocorre um acúmulo de cargas positivas na entrada e de cargas negativas na saída de um indutor. O acumulo de cargas representa o armazenamento de energia no campo magnético. A energia pode ser dada por: {\displaystyle p(t)=\int _{t_{0}}^{t}Li(t).{\frac {d_{i}(t)}{dt}}\,dt=w-w_{0}}

com as condições iniciais nulas, temos: {\displaystyle w={\frac {1}{2}}.Li^{2}(t)}